# EUFOR RCA
Força de la Unió Europea RCA, més coneguda com a EUFOR RCA, és una missió pacificadora de la Unió Europea sota mandat de les Nacions Unides a Bangui, capital de la República Centreafricana. L'objectiu de la missió era estabilitzar l'àrea després d'un any del conflicte intern. L'acord sobre la missió es va aconseguir el gener de 2014, i les primeres operacions van començar a finals d'abril. La missió va acabar el seu mandat després de gairebé un any, el 15 de març de 2015.

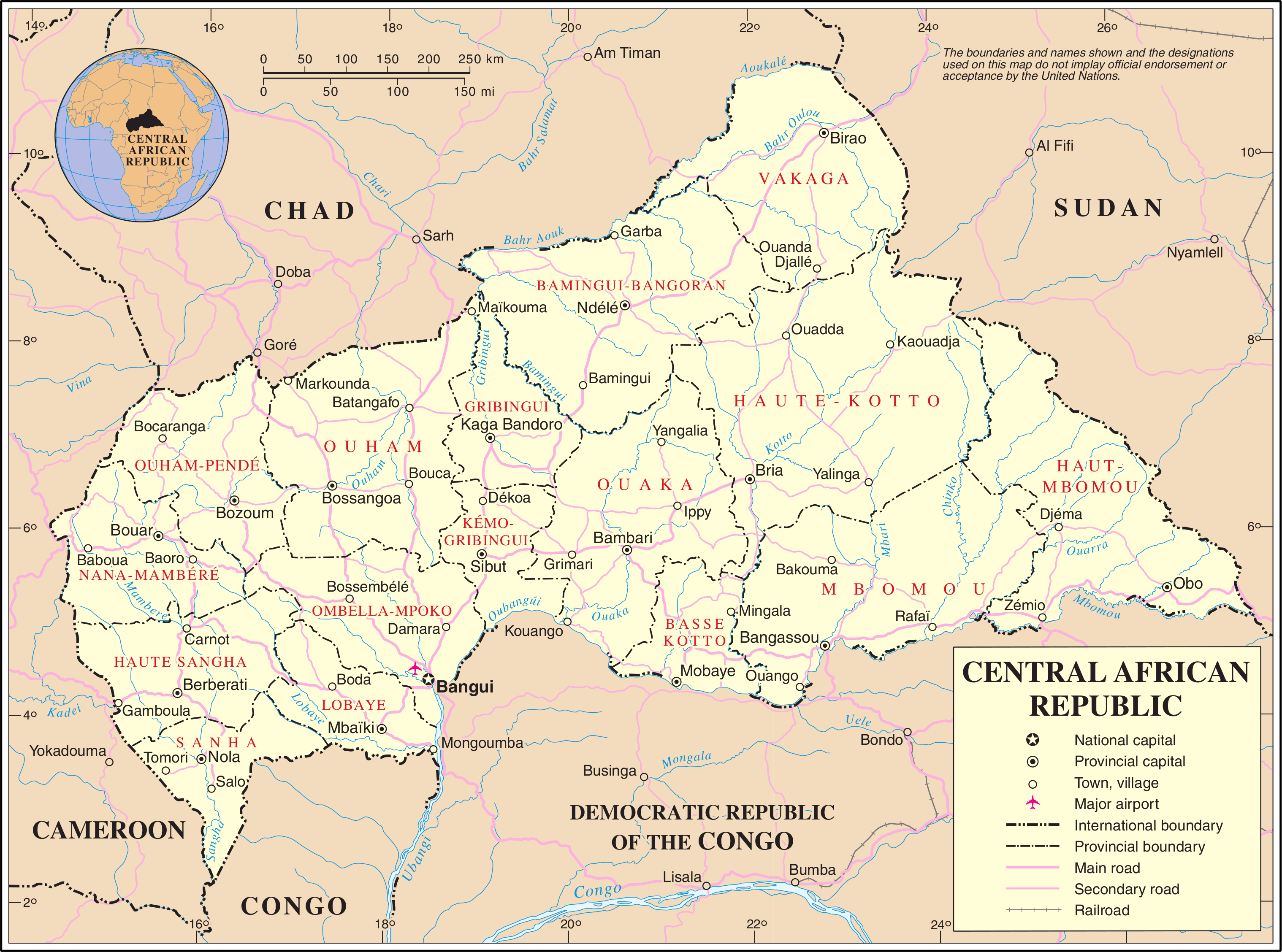
Mapa de la República Centreafricana

## Antecedents
El 2012, la República Centreafricana es va veure embolicat en un conflicte intern del que en resultà la destitució del president cristià François Bozizé el març de 2013. Michel Djotodia, líder dels rebels musulmans Séléka, va assumir la presidència, però es va veure obligat a renunciar el gener de 2014. Segons l'Alt Comissionat de les Nacions Unides per als Refugiats, 37.000 persones han escapat a països veïns, mentre que 173.000 han estat desplaçades internament. El desembre de 2013 es van muntar les missions de manteniment de la pau Operació Sangaris per França i MISCA per la Unió Africana.
El 20 de gener de 2014, els ministres d'Exteriors de la unió Europea van arribar a un acord per a la creació de l'EUFOR RCA, tot el que és la novena operació militar de la UE en el marc de la Política de Seguretat i Defensa Comuna. El 28 de gener la Resolució 2134 del Consell de Seguretat de les Nacions Unides va aprovar el desplegament de la força de la UE a la República Centreafricana. L'operació militar es va establir el 10 de febrer, amb el major general Philippe Ponties a comandant.

## Desplegament
El 30 d'abril de 2014, l'EUFOR RCA va començar la seva primera operació important en fer-se càrrec de la seguretat de l'Aeroport Internacional Bangui M'Poko. La força inicial consistia en 150 soldats, i va ser aportat per l'ex potència colonial França i per Estònia. Durant maig i juny s'hi incorporaren tropes de Finlàndia, Geòrgia, Letònia, Països Baixos, Polònia, Portugal, Romania i Espanya, així com els assessors militars de Luxemburg. Espanya hi va enviar 75-85 efectius, inclosos 50-60 soldats del Mando de Operaciones Especiales i 25 efectius de la Guàrdia Civil. El 15 de juny va aconseguir la seva plena capacitat operativa amb 700 efectius. La missió de la UE està prevista per durar durant mig any, amb l'objectiu general d'assegurar un ambient segur a l'àrea de Bangui, i després es lliurarà als socis africans que haurien d'arribar amb una tropa de 12.000 pacificadors de les Nacions Unides al setembre. El 28 d'agost de 2014, les tropes d'Itàlia es van unir a la força amb 50 paracaigudistes de la Brigada Paracaigudista Folgore.
Segons alguns experts, la missió no podrà assolir tots els seus objectius en els terminis previstos, i la formació de les forces de seguretat locals, probablement, serà continuada en 2015.